# USS Enterprise (NCC-1701-J)
A USS Enterprise (NCC-1701-J) egy föderációs űrhajó, mely a Star Trek: Enterprise sorozat Azati Prime című epizódjában bukkan fel. A hajó a jövőben, a lehetséges 26. században teljesít szolgálatot.

## Története
Az Enterprise-J egy lehetséges jövőben szereplő hajó, ahova az időutazó Daniels ügynök repíti 2153-ból Jonathan Archer kapitányt, miután az öngyilkos küldetésre készül a Xindi nevű faj fegyvere ellen. Daniels és Archer a hajón találkoznak, ahol Daniels elmondja, hogy a jövőben a Xindik is tagjai a Föderációnak, és ezen a hajón is többen szolgálnak közülük. Daniels arra az időpontra repíti magát Archerrel az Enterprise-J fedélzetére, amikor az megütközik a Gömbépítőknek nevezett fajjal a Procyon V-nél a Delphi Térségben négyszáz évvel később és legyőzik őket. Daniels ezzel akarja meggyőzni Archert, hogy hagyjon fel az öngyilkos küldetésével, és próbáljon békét kötni a Xindikkel, mert csak így tudják a jövőben legyőzni az interdimenzionális Gömbépítőket, akik a Xindik emberek elleni bujtogatásával akarják megelőzni a felettük aratott majdani győzelmet. Archer követeli, hogy Daniels küldje vissza a saját idejébe, amit meg is tesz, de előtte egy Xindi beavatási medált ad neki az események bizonyítékául. Archer és Daniels a hajó egyik folyosójának ablakánál beszélnek egymással, ahonnét az ütközet is látszódik, a hajó képe is csak az egyik konzolon tűnik fel, ezen kívül semmi közelebbi nem derül ki az Enterprise-J-ről.